# Ixpalcuahutla
Ixpalcuahutla är en ort i Mexiko.   Den ligger i kommunen Zongolica och delstaten Veracruz, i den sydöstra delen av landet, 240 km öster om huvudstaden Mexico City. Ixpalcuahutla ligger 1 252 meter över havet och antalet invånare är 349.
Terrängen runt Ixpalcuahutla är kuperad åt nordväst, men åt sydost är den bergig. Terrängen runt Ixpalcuahutla sluttar österut. Runt Ixpalcuahutla är det ganska tätbefolkat, med 155 invånare per kvadratkilometer. Närmaste större samhälle är Zongolica, 4,7 km väster om Ixpalcuahutla. I omgivningarna runt Ixpalcuahutla växer i huvudsak städsegrön lövskog.